# Sự cạn kiệt địa chỉ IPv4

Tiến hình địa chỉ IPv4

Sự cạn kiệt địa chỉ IPv4 là sự cạn kiệt của nhóm các địa chỉ IPv4 chưa được phân bố. Bởi vì kiến trúc Internet ban đầu chỉ có ít hơn 4,3 tỷ địa chỉ, sự suy giảm đã được dự đoán từ cuối những năm 1980, khi Internet bắt đầu có sự phát triển mạnh mẽ. Sự cạn kiệt này là một trong những lý do cho việc phát triển và triển khai giao thức kế nhiệm của nó, IPv6. IPv4 và IPv6 cùng tồn tại trên Internet.
Sự cạn kiệt cấp cao nhất xảy ra vào ngày 31 tháng 1 năm 2011. Tất cả các RIR đã cạn kiệt vùng địa chỉ của chúng, ngoại trừ những vùng dành riêng cho quá trình chuyển đổi IPv6; điều này xảy ra vào ngày 15 tháng 4 năm 2011 đối với Châu Á-Thái Bình Dương (APNIC), vào ngày 10 tháng 6 năm 2014 đối với Châu Mỹ Latinh và Caribe (LANIC), vào ngày 24 tháng 9 năm 2015 đối với Bắc Mỹ (ARIN), vào ngày 21 tháng 4 năm 2017 đối với  Châu Phi (AfriNIC), và vào ngày 25 tháng 11 năm 2019 đối với Châu Âu, Trung Đông và Trung Á (RIPENCC). Các RIR này vẫn cấp phát các địa chỉ đã phục hồi hoặc các địa chỉ được dành riêng cho một mục đích đặc biệt. Các ISP riêng lẻ vẫn có nhóm địa chỉ IP chưa được chỉ định và có thể tái chế các địa chỉ mà người đăng ký không cần nữa.

## Địa chỉ IP
Mỗi nút của mạng Giao thức Internet (IP), chẳng hạn như máy tính, bộ định tuyến hoặc máy in mạng, được gán một địa chỉ IP cho mỗi giao diện mạng, được sử dụng để định vị và xác định nút trong giao tiếp với các nút khác trên mạng. Giao thức Internet phiên bản 4 cung cấp 232 (4,294,967,296) địa chỉ. Tuy nhiên, các khối lớn địa chỉ IPv4 được dành riêng cho các mục đích sử dụng đặc biệt và không có sẵn để phân bổ công khai.
Cấu trúc địa chỉ IPv4 cung cấp không đủ số lượng địa chỉ có thể định tuyến công khai để cung cấp địa chỉ riêng biệt cho mọi thiết bị hoặc dịch vụ Internet. Vấn đề này đã được giảm nhẹ một thời gian nhờ những thay đổi trong phân bổ địa chỉ và cơ sở hạ tầng định tuyến của Internet. Việc chuyển đổi từ định địa chỉ mạng phân lớp sang Định tuyến liên miền không phân lớp đã trì hoãn đáng kể việc cạn kiệt địa chỉ. Ngoài ra, tính năng dịch địa chỉ mạng (NAT) cho phép các doanh nghiệp và nhà cung cấp dịch vụ Internet giả mạo không gian địa chỉ mạng riêng với chỉ một địa chỉ IPv4 có thể định tuyến công khai trên giao diện Internet của bộ định tuyến Internet chính, thay vì phân bổ địa chỉ công cộng cho mỗi thiết bị mạng.

Cơ quan đăng ký Internet khu vực